# Мэрилл, Кит
Кит В. Мэрилл (англ. Kieth W. Merrill; род. 22 мая 1940, Фармингтон, Юта) — американский кинорежиссер, сценарист и продюсер, работающий в индустрии с 1967 года. Он является членом Академии кинематографических искусств  и наук и Гильдии режиссёров Америки, а также лауреатом премии «Оскар» за документальный фильм «Великий американский ковбой» (1974).
Он опубликовал дебютный роман «Эволюция Томаса Холла» в издательстве Shadow Mountain в 2011 году. Его первый фэнтезийный роман «Бессмертная корона» был опубликован там же спустя пять лет.
Он женат на Дэгни Джонсон, у них восемь детей. Они проживают в Северной Калифорнии.
В 2021 году Мэрилл, будучи членом киноакадемии, по религиозным и этическим мотивам отказался смотреть выдвинутый на премию фильм «Никогда, редко, иногда, всегда», повествующий о несовершеннолетней девушке, совершающей аборт.